# Johntomaïta
La johntomaïta és un mineral de la classe dels fosfats, que pertany al grup de la bjarebyita. Rep el seu nom de John Toma (1954-), qui va descobrir el mineral.

## Característiques
La johntomaïta és un fosfat de fórmula química BaFe₂2+Fe₂3+(PO₄)₃(OH)₃. Va ser aprovada com a espècie vàlida per l'Associació Mineralògica Internacional l'any 1999. Cristal·litza en el sistema monoclínic. S'acostuma a trobar en grups de prismes monoclínics de color negre verdós, d'entre 0,3 a 1 mil·límetre de longitud. La seva duresa a l'escala de Mohs és 4,5.
Segons la classificació de Nickel-Strunz, la johntomaïta pertany a «08.BH: Fosfats, etc. amb anions addicionals, sense H₂O, amb cations de mida mitjana i gran, (OH, etc.):RO₄ = 1:1» juntament amb els següents minerals: thadeuïta, durangita, isokita, lacroixita, maxwellita, panasqueiraïta, tilasita, drugmanita, bjarebyita, cirrolita, kulanita, penikisita, perloffita, bertossaïta, palermoïta, carminita, sewardita, adelita, arsendescloizita, austinita, cobaltaustinita, conicalcita, duftita, gabrielsonita, nickelaustinita, tangeïta, gottlobita, hermannroseïta, čechita, descloizita, mottramita, pirobelonita, bayldonita, vesignieïta, paganoïta, jagowerita, carlgieseckeïta-(Nd), attakolita i leningradita.

## Formació i jaciments
Va ser descoberta a la mina Spring Creek, a Wilmington, a la carena de Flinders, a Austràlia Meridional (Austràlia), l'únic indret on ha estat trobada. Sol trobar-se associada a altres minerals com: fluorapatita, childrenita, eosforita, rockbridgeïta, frondelita, hureaulita, fairfieldita, ludlamita, jahnsita-whiteïta, goethita, òxids de manganès i quars.